# Drvan
- Migration hypothétique du nord Caucase vers l'Europe centrale lors des migrations slaves
- Migration de la Serbie blanche avec à leur tête le Prince de Serbie Blanche vers 600 apr. J.-C.
- Échange de population entre l'Empire byzantin et la Grande-Moravie, des serbes s'installent dans la vallée de la Morava (Serbie) à la place des populations valaques qui vont à l'ouest de Prague en 990

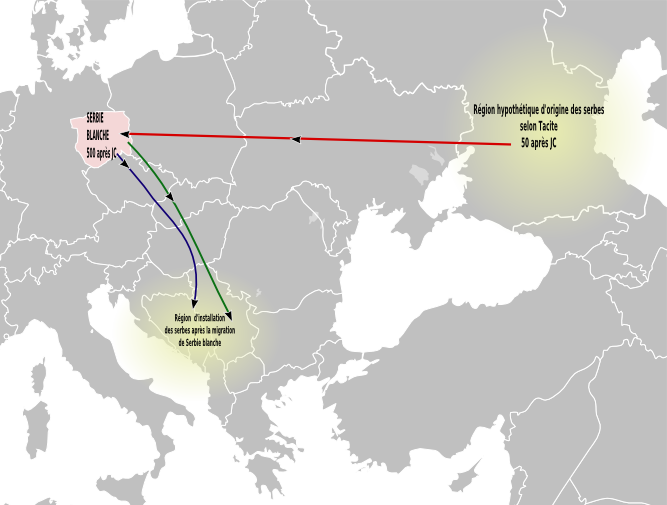
Migrations des Serbes entre l'an 50 et 1000 apr. J.-C.:

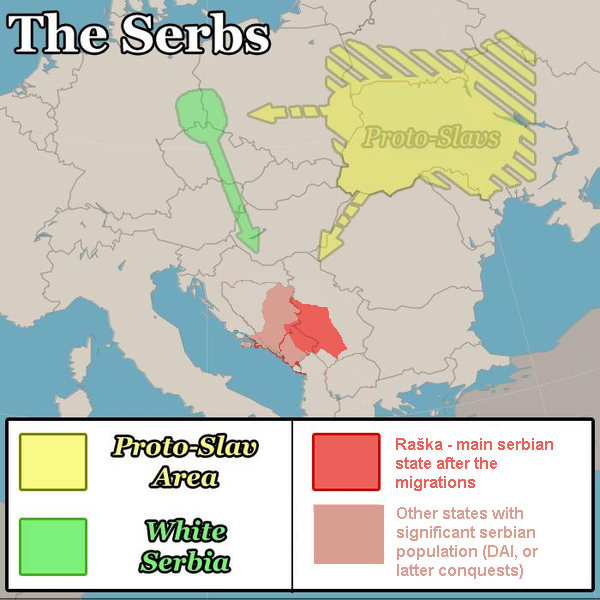
Serbie blanche en vert clair, terre d'installation des serbes dans les Balkans, en rouge

Derwan ou Drvan, en serbe cyrillique дрван, né en 600 et mort après 632, fondateur de la dynastie Drvenarovic avec son père Zvonemir, était le prince des Serbes de Lusace ou Serbes blancs, Wendes en germanique. Il est le premier souverain des Slaves du Nord-Ouest dont le nom est connu : il n'est mentionné que dans la Chronique de Frédégaire : « Dervanus dux gente Surborum, quae ex genere Sclavinorum erant ».
Son fils va guider une partie du peuple serbe vers les Balkans, à la demande de l'empereur Héraclius, pour l'aider dans sa lutte contre les Avars. 
Dervan forme une alliance en 631/632 avec le roi Samo en lutte contre les Avars et les Francs.